# Erhvervsministeriet
Erhvervsministeriet (forkortet EM) er et dansk ministerium, der varetager opgaver vedr. erhvervspolitisk fremme.

## Historie
Erhvervsministeriets historie går tilbage til Ministeriet for Handel og Søfart, populært kaldet Handelsministeriet (oprettet 1908). I 1914 blev også håndværk og industri lagt under ministeriet. I 1979 ændredes navnet til Industriministeriet, og i 1994 blev navnet igen Erhvervsministeriet.
Ministeriet blev i 2001 sammenlagt med Økonomiministeriet til Økonomi- og Erhvervsministeriet. Samtidig blev By- og Boligministeriet nedlagt, og sagerne vedr. byggeri overført herfra, ligesom Miljø- og Energiministeriet afgav sagerne vedr. energilovgivningen. I 2011 blev økonomiområdet overført til det nye Økonomi- og Indenrigsministeriet og ministeriets navn ændret til det nuværende. Før ændringen havde ministeriet ca. 3.500 ansatte. I november 2016 blev ministeriet omdøbt til Erhvervsministeriet. Her blev Brian Mikkelsen fra Det Konservative Folkeparti erhvervsminister. Han blev afløst af Rasmus Jarlov den 21. juni 2018.  
Ministeriet arbejdede først og fremmest med regulering af byerhvervene – industri, handel, søfart og kapitalmarked – samt med initiativer til fremme af eksport og turisme. Under ministeriet hørte bl.a. Erhvervs- og Selskabsstyrelsen, Finanstilsynet, Forbrugerstyrelsen, Erhvervsfremmestyrelsen, Patentdirektoratet og Søfartsstyrelsen samt en række specialiserede institutioner, råd og nævn.
Da Miljø- og Fødevareministeriet blev oprettet den 28. juni 2015, afgav det hidtidige miljøministerium en række planlægningsopgaver til Erhvervsstyrelsen under Erhvervs- og Vækstministeriet. Det drejede sig bl.a. om rammene for et områdes fysiske udvikling (planloven), men også om sommerhuse, campering og kolonihaver. 
De fleste af Ministeriet for By, Bolig og Landdistrikters opgaver blev overflyttede til Erhvervs- og Vækstministeriet. Dog blev selve boligpolitikken overtaget af Udlændinge-, Integrations- og Boligministeriet.
De socialøkonomiske virksomheder blev overflyttede fra Social- og Indenrigsministeriet til Erhvervs- og Vækstministeriet.
Til gengæld afgav Erhvervs- og Vækstministeriet en række områder til Energi-, Forsynings- og Klimaministeriet. Det drejede sig bl.a. om tele- og internetregulering, herunder elektroniske kommunikationsnet og -tjenester (teleloven) samt om spredning af radio- og TV- signaler (masteloven).
Ministeriet blev fra dets oprettelse i 2001 ledet af Bendt Bendtsen (K), men blev siden overtaget af fhv. justitsminister, Lene Espersen (K) efter Bendt Bendtsens afgang som politisk leder for det Konservative Folkeparti, og ved Espersens tiltræden som udenrigsminister i februar 2010 blev hidtidige justitsminister Brian Mikkelsen minister for området. Ved regeringsskiftet i 2011 hvor ministeriet også skiftede navn blev Ole Sohn (SF) ny minister. Den 16. oktober 2012 overtog SF's nyslåede formand, Annette Vilhelmsen, ministerposten. Ved ministerrokaden d. 9. august 2013 blev Henrik Sass Larsen minister efter Annette Vilhelmsen.
Den 28. juni 2015 blev Troels Lund Poulsen fra Venstre udpeget som ny Erhvervs- og vækstminister.
I 2016 blev Erhvervs- og Vækstministeriet under regeringen Lars Løkke Rasmussen omdøbt til Erhvervsministeriet, og erhvervsminister blev Brian Mikkelsen fra Det Konservative Folkeparti.

## Organisation
Erhvervsministeriets koncern omfatter syv styrelser og otte statslige virksomheder.
De syv styrelser er:
- Erhvervsstyrelsen
- Finanstilsynet
- Konkurrence- og Forbrugerstyrelsen
- Nævnenes Hus
- Patent- og Varemærkestyrelsen
- Sikkerhedsstyrelsen
- Søfartsstyrelsen

De otte statslige virksomheder er:
- DanPilot
- Dansk Standard
- Design Society
- EKF Danmarks Eksportkredit
- Finansiel Stabilitet
- Nordsøfonden
- VisitDenmark
- Vækstfonden[8]

## Opgaver
Ministeriets mål på det erhvervspolitiske område er at sikre optimale vilkår for virksomheder i Danmark ved at skabe gode muligheder for vækst. Indtil 2011 udformede det desuden den økonomiske politik, overvågede de finansielle markeder samt foretog samfundsøkonomiske analyser.